# Raluca Dăscălete
Raluca Elena Dăscălete (n. 8 ianuarie 1992, în Râmnicu Vâlcea) este o handbalistă română care joacă pentru clubul CSM Unirea Slobozia pe postul de inter stânga. În 2009, Dăscălete a debutat și în selecționata de junioare a României.

## Biografie
Raluca Dăscălete a început să joace handbal în orașul natal, la echipa CS Chimia Râmnicu Vâlcea, și s-a îndrăgostit cu adevărat de acest sport la vârsta de 16 ani. În 2012, handbalista a fost adusă la formația ACS Școala 181 SSP București, unde a jucat timp de doi ani.
În vara anului 2014, Raluca Dăscălete s-a transferat la clubul CSM Unirea Slobozia, care tocmai promovase în Liga Națională. După retrogradarea, la sfârșitul sezonului 2017-2018, a echipei slobozene, Dăscălete s-a transferat la CSM Slatina. La sfârșitul ediției 2018-2019 a Ligii Naționale Raluca Dăscălete a semnat un contract cu CS Rapid București, echipă revenită în Liga Națională, după un sezon în eșalonul secund. În 2020 Dăscălete s-a transferat la SCM Râmnicu Vâlcea iar din 2023 joacă pentru CSU Știința București. Raluca Dăscălete a revenit, în 2024, la Unirea Slobozia.

## Palmares
- Liga Campionilor:
  - Optimi de finală: 2021

- Liga Europeană:
  - Sfertfinalistă: 2022, 2023

- Liga Națională:
  -  Medalie de bronz: 2021, 2022

- Cupa României:
  -  Câștigătoare: 2020
  -  Finalistă: 2022

- Supercupa României:
  -  Câștigătoare: 2020